# 藤田かんな
藤田 かんな（ふじた かんな、1994年5月18日 - ）は、埼玉県出身のAbemaTVのアナウンサー。タレント。成蹊大学経済学部卒業。

## 略歴
志望大学の受験に失敗したことから自信をつけるためにモデル活動を始め、学業と並行しながら、non-noカワイイ選抜モデル、ファッションモデルやタレント、キャスター、リポーターとして活動。2015年からフジテレビアナウンススクール基礎応用コース受講。
2017年9月20日に、瀧山あかね・西澤由夏と共に、AbemaTVの初代専属キャスターに採用されたことが発表された。成蹊大学卒業後の2018年4月からキャスターとしての活動を正式に始める。同月よりテレビ朝日アスクで研修生活に入った。
2021年1月16日に、大宮競輪9Rで自らの名前を冠した医療従事者支援チャリティレース「藤田かんな杯いつも笑顔で」が開催された。

## 人物
モデルの仕事が中心だったが、音楽番組でリポーターをする中で、映像でしゃべる仕事に興味が出てきて、キャスターを志望した。趣味は料理と家庭菜園。
「藤田かんな」はモデル時代からの芸名であり、本名は「かんな」が漢字である（表記は未公表）。
実家が工務店を営んでおり、「かんな」は工具の「鉋」から付けられた。
スリーサイズはB79/W57/H87。
保持する資格は英語検定2級、書道8段、漢字検定二級、水泳検定二級 、乗馬インストラクター4級。

## 出演

### テレビ
- さんまの東大方程式（フジテレビ）
- 見せすぎ映画ぴあ（2015年9月 - 2016年1月、Nottv） - MC
- 未来ロケット（2015年2月 - 3月、フジテレビ） - カバーガール
- 山里と100人の美女Xmasの女子会大告白SP（2015年12月25日）
- バズリズム（2017年4月、日本テレビ）- バズ女[5]

### ウェブテレビ
- AbemaNewsチャンネル各種番組リポーター（2017年9月 - 、AbemaTV）
- 72時間ホンネテレビ（2017年11月2日 - 5日、AbemaTV） - スタジオアナウンサー
- チャンスの時間（2018年5月15日、8月8日、AbemaTV）
- ラスト亀田興毅（2018年5月5日、AbemaTV）- リポーター
- プロ野球中継（2018年5月 – 10月、AbemaTV）– 選手インタビュー[6]
- 土曜の夜は尻上がり!「ピーチゃんねる」（2018年6月16日、7月1日、AbemaTV） - アナウンサー
- 妄想マンデー（2018年6月19日、AbemaTV） - アナウンサー
- 買えるバトルクラブ（2018年8月2日 - 、AbemaTV）
- アベマ大縁日〜人気番組勢ぞろい！神宮花火大会生中継で豪華プレゼント大放出SP〜（2018年8月11日、AbemaTV） - 中継リポーター[7]
- 熱闘!Mリーグ（2018年10月 - 、AbemaTV） - ナレーター ※2018年12月9日までアシスタントMCもローテーションで担当
- Abemaミッドナイト競輪（2019年4月 ‐ 6月、AbemaTV）- 日替わりで担当
- WINTICKET ミッドナイト競輪（2019年6月 - 、AbemaTV）- 日替わりで担当（主に火・木を担当することが多い）
- バラエティ開拓バラエティ日村がゆく（2019年11月27日 - 2020年1月8日、AbemaTV） - 「変態サミット」MC[8]
- イースタンVSウエスタン - ポジション争奪全速ターン!-（2022年6月12日、ABEMA）[9]

### ウェブラジオ
- Abema学園（2018年8月24日 - 12月29日[10]、AbemaTVラジオチャンネル）[11][12]

### ショー
- Tokyo girls collection in Kawasaki 出演
- 東京ランウェイ出演

### モデル
- 着物の丸山（2014年6月 - ）- モデル
- エアリーウィッグ - モデル
- なまいきリボン - モデル

### CM
- SMBCデビューフェア・旅立ち篇（2018年4月 - 、三井住友銀行）[13]
- Abemaプレミアム「また会える編」（2019年12月、AbemaTV）

### その他
- miss world 2016 ファイナリスト